# (2684) Douglas
(2684) Douglas est un astéroïde de la ceinture principale.

## Description
(2684) Douglas est un astéroïde de la ceinture principale. Il fut découvert le 3 janvier 1981 à la station Anderson Mesa par Norman G. Thomas. Il présente une orbite caractérisée par un demi-grand axe de 3,05 UA, une excentricité de 0,04 et une inclinaison de 9,9° par rapport à l'écliptique.

## Compléments